# Bretagne (nave da battaglia)
La Bretagne è stata una nave da battaglia appartenente alla Marine nationale, prima ed eponima unità dell'omonima classe di dreadnought e così chiamata in onore della regione francese. Fu varata nell'aprile 1913 dall'arsenale navale di Brest e assegnata alla 1ª Divisione corazzate.
Non partecipò ad alcuna azione durante la prima guerra mondiale e nel corso degli anni venti fu oggetto di lavori e modifiche due volte. Nella seconda metà degli anni trenta, mentre prestava servizio nell'Oceano Atlantico, fu dotata di un completamente nuovo apparato motore, ma in generale rimase un'unità di modesto valore bellico. Al principio della seconda guerra mondiale effettuò un viaggio sino in Canada per depositarvi parte delle riserve auree francesi, quindi rientrò a Tolone e poi ad Alessandria d'Egitto, prima di spostarsi a Mers-el-Kébir il 20 maggio 1940. Qui fu affondata il 3 luglio, con gravi perdite in vite umane, quando la Royal Navy decise di attaccare la ex-alleata Marine nationale pur di impedire un'eventuale collaborazione con gli italo-tedeschi.

## Servizio operativo
La nave da battaglia Bretagne fu ordinata il 1º maggio 1912 dal Counseil Supérieur de la Marine. Fu impostata il 1º luglio dello stesso anno nell'arsenale di Brest e il suo varo avvenne il 21 aprile 1913; fu completata nel settembre 1915. Fu effettivamente incorporata nella Marine nationale il 10 febbraio 1916, integrandola alla 1ª Divisione corazzate, a sua volta parte del 1º Squadrone da battaglia, dopo una crociera di messa a punto e prove in mare aperto

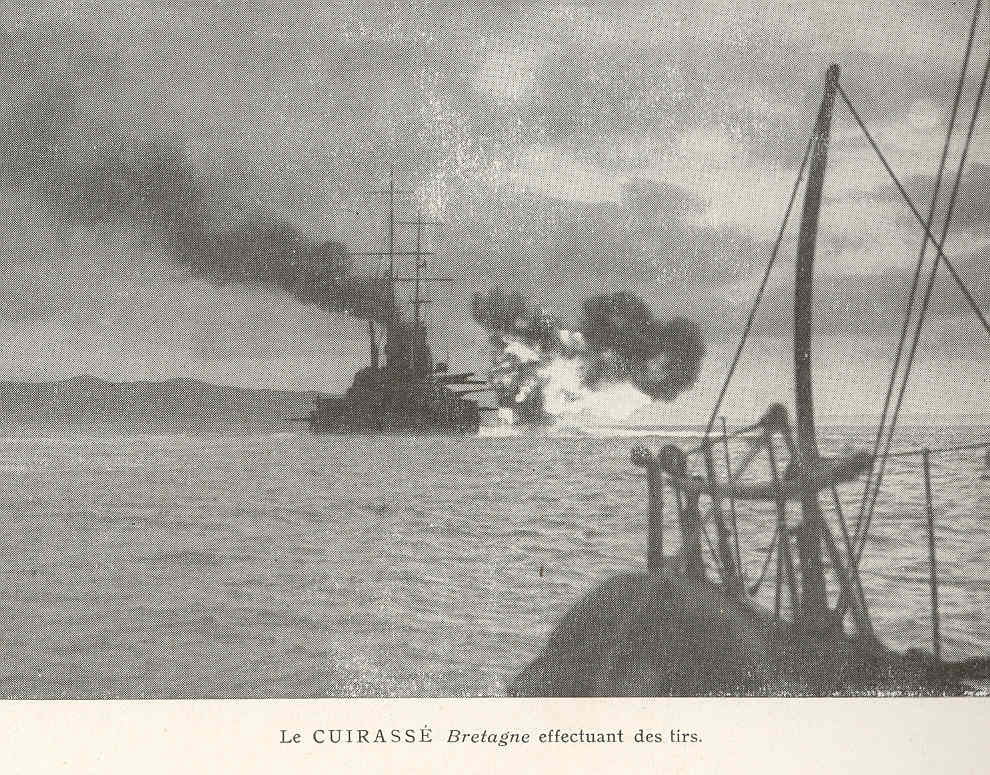
Le prove di tiro durante la messa a punto finale

Entrata in servizio nel pieno della prima guerra mondiale, la Bretagne non vide alcuna azione sebbene nel tardo 1916 fosse stata distaccata nel Mar Mediterraneo: operò nei porti meridionali dell'alleato Regno d'Italia per tenere la k.u.k. Kriegsmarine imbottigliata nel Mare Adriatico, ma non sparò una sola granata contro obiettivi nemici. Nel novembre 1918 rientrò all'arsenale di Tolone, dove dal giugno 1919 all'ottobre 1920 fu sottoposta a un ciclo di revisione e ammodernamento. Per prima cosa l'alzo delle torri con i pezzi da 340 mm fu incrementato a 18° e la gittata crebbe a 18000 m, quindi l'albero prodiero dietro la sovrastruttura fu rimpiazzato da uno a tripode più basso e i fumaioli furono resi più slanciati. Si procedette poi a rimuovere quattro pezzi da 139 mm e ad aggiungerne altrettanti del tipo Modèle 1908 da 75 mm L/63 contraerei, che furono piazzati sul ponte. La Bretagne riprese il mare nel maggio 1921, passò nell'Oceano Atlantico e quindi navigò sino a Le Havre, dove partecipò a una rivista navale a giugno; sostò un paio di mesi nel porto prima di percorrere la rotta inversa e fermarsi a Tolone in settembre. Nel maggio 1924 la Bretagne fu nuovamente oggetto di miglioramenti, che riguardarono l'apparato motore (quattro caldaie convertite all'alimentazione a olio combustibile), la corazzatura (rimozione di una piccola porzione di cintura prodiera) e la dotazione offensiva (le torri principali furono modificate per consentire un alzo di 23°), completati per il settembre 1925. Continuò a essere stanziata a Tolone, il cui arsenale la dotò a metà 1927 di ventiquattro mitragliatrici Hotchkiss Mle 1914 da 8 mm; ridislocata nell'Atlantico, tra 1931 e 1934 la Bretagne visse la ricostruzione più radicale, dettata dai cambiamenti tecnologici nella tecnica navale. Posta in bacino di carenaggio a Brest, scambiò le vecchie caldaie Niclausse con sei altre tipo Indret (alimentate esclusivamente a olio combustibile, la cui scorta di bordo ammontò a 2 600 tonnellate) e le turbine a presa diretta con turbine a ingranaggi Parsons: la potenza erogata crebbe a 43000 shp, ma la velocità migliorò solo marginalmente passando a 21,4 nodi. Riguardo all'armamento, furono sbarcati altri quattro cannoni da 139 mm, i tubi lanciasiluri, tutti i pezzi da 75 mm e furono installati otto cannoni Modèle 1922 da 75 mm L/50 contraerei su affusto individuale, quattro pezzi Modèle 1925 da 37 mm L/50 per una difesa a medio-breve raggio e quattro mitragliatrici pesanti Hotchkiss Mle 1929 da 13,2 mm.

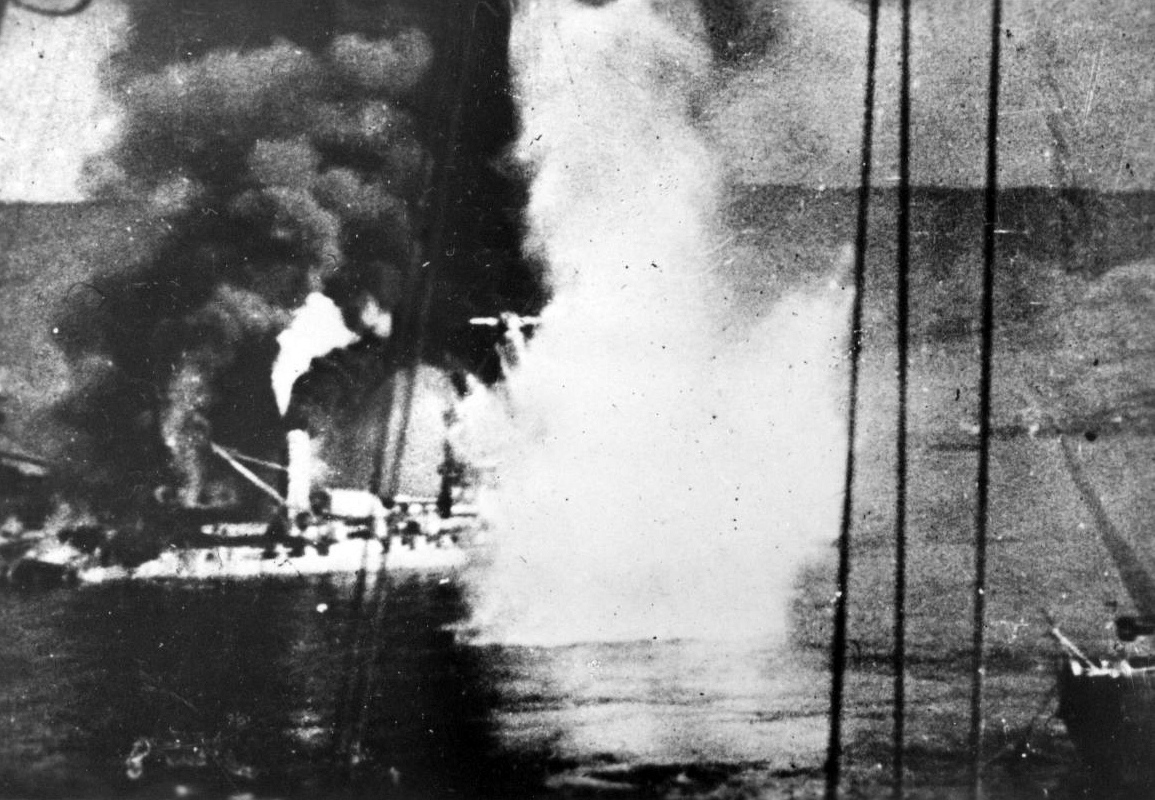
L'ultima immagine della Bretagne, in fiamme e mancata di misura da una granata britannica

Conclusa la ricostruzione, la Bretagne fu assegnata al 2º Squadrone operante nell'Oceano Atlantico nel 1934; due anni dopo si spostò nei porti dell'Africa Occidentale Francese. Dall'agosto 1936 all'aprile 1937 fu inserita nella pattuglia di non-intervento, costituita d'emergenza allo scoppio della guerra civile spagnola. Nel settembre 1939, al momento dell'invasione tedesca della Polonia, si trovava ormeggiata a Tolone, in seno al 2º Squadrone appartenente alla flotta d'alto mare; previstone l'impiego, la marina completò tra il dicembre 1939 e il marzo 1940 la revisione completa della corazzata. L'11 marzo la Bretagne salpò diretta ad Halifax, dove scaricò circa 61 tonnellate delle riserve auree francesi; quindi prese la rotta inversa e il 22 si fermò a Mers-el-Kébir. Prese in consegna un convoglio che riaccompagnò a Tolone, toccata il 10 aprile, e ripartì poco dopo con destinazione Orano, raggiunta il 18 aprile. Nei giorni seguenti levò le àncore e navigò verso est, fermandosi il 3 maggio ad Alessandria d'Egitto per collaborare con la Royal Navy: in realtà i preoccupanti sviluppi della guerra in patria fecero sì che gli alti comandi della marina ordinassero di rientrare alle basi in Francia o Africa; la Bretagne partì in gran fretta il 20 maggio e una settimana dopo entrò nella rada di Mers-el-Kébir.
All'inizio del luglio 1940 la Force H britannica si presentò in forze al largo della città. Il Primo ministro Winston Churchill nutriva grande preoccupazione che la Marine nationale potesse risolversi a cedere le sue navi all'Asse italo-tedesca o addirittura collaborare attivamente a supporto di Regia Marina e Kriegsmarine. Il viceammiraglio James Somerville ebbe dunque istruzioni di porre un ultimatum alla flotta francese riunita a Mers-el-Kébir: seguire la Royal Navy nei porti britannici e continuare la guerra contro la Germania; arrendersi e farsi internare; arrendersi e trasferirsi in ancoraggi neutrali sino alla fine delle ostilità. Dinanzi l'ostinazione francese, Somerville si risolse a usare la forza e il 3 luglio fece aprire il fuoco sulla rada affollata, sfruttando alcuni biplani Fairey Swordfish lanciati dalla portaerei HMS Ark Royal per regolare il tiro. La Bretagne fu immediatamente inquadrata e incassò in rapida successione quattro granate da 381 mm, provenienti dalle corazzate HMS Valiant, HMS Resolution e dall'incrociatore da battaglia HMS Hood; la corazzatura datata non protesse i magazzini di munizioni, che deflagrarono tutti assieme squarciando lo scafo. La Bretagne si capovolse completamente e affondò nelle acque basse della rada in meno di un minuto. L'equipaggio, che aveva cercato di rispondere al fuoco, subì perdite particolarmente gravose, comprese tra i 977 e i 1012 morti.
I resti della corazzata furono recuperati e avviati alla demolizione nel 1952.